# شهرستان ادی (نیومکزیکو)
شهرستان ادی، نیومکزیکو یکی از شهرستان‌های ایالت نیومکزیکو است که در منطقه جنوبی این ایالت جای گرفته. جمعیت این شهرستان بر طبق آمارهای مربوط به سال ۲۰۱۰ برابر بود با ۵۳٫۸۲۹ نفر و همچنین مساحت آن ۱۰٫۸۷۳ کیلومترمربع است.
شهرستان ادی دارای مرز مشترک با ایالت تگزاس بوده و مرکز آن شهر کارلزبد است. همچنین پارک ملی حفره‌های کارلزبد در این شهرستان قرار دارد.

## پیوند
- وب‌گاه رسمی